# ハル・ホワイト・モデル
数理ファイナンスにおいて、ハル・ホワイト・モデル（英: Hull-White model）とは、将来の利子率のモデルの一つである。
同モデルは、将来の利子率の時間的変動の数学的記述を比較的単刀直入に樹形または格子に変換でき、
そのため、バミューダ・オプション（オプション期間中に複数の期日を設定し、この期日のうちのいずれかでのみ権利を行使できるオプション）の様な金利オプションを同モデルで評価することができる。
ハル・ホワイト・モデルの原型は、ジョン・ハル（John Hull）とアラン・ホワイト（Alan White）により 1990年に記述された。
同モデルは、今日の市場でも依然として良く使われている。

## モデル
同モデルは、短期金利モデルである。
一般的に、短期金利は以下の確率微分方程式が従うと考えられる。
{\displaystyle dr(t)=\left\{\theta (t)-\alpha (t)r(t)\right\}dt+\sigma (t)dW(t)}
ただし、どの媒介変数が時間に依存し、その各場合にモデルを何と呼ぶかについて、実務家の間で、相当程度曖昧である。
最も一般的に受け入れられている階層は、以下のとおりである。
- θ が定数 ─ バシチェック・モデル
- θ が t に依存 ─ ハル・ホワイト・モデル
- θ および α も t に依存 ─ 拡張バシチェック・モデル

この記事の以下では、θ のみが t に依存するとみなす。
一時的に確率項を無視すると、r の現在の値が十分に大きければ（r ＞ θ(t)/α） r の時間的変化は短期的には負で、r の現在の値が十分に小さければ正になる。
つまり、この確率過程は平均回帰的なオルンシュタイン＝ウーレンベック過程である。
θ は、利子率の現在の期間構造を記述する初期イールド曲線から計算する。
典型的には、α は使用者の入力項として残される（例えば、履歴データから推算することがある）。
σ は、市場で容易に取引可能なキャプレット（キャップやフロアを構成する各利払のオプション要素のこと）（金利キャップ・フロア）やスワップションの集合へのカリブレーション（市場データからモデルの媒介変数を推定する意）を通じて決定する。
α、θ 、σ が定数であれば、伊藤の補題により、下式が証明できる。
{\displaystyle r(t)=e^{-\alpha t}r(0)+{\frac {\theta }{\alpha }}\left(1-e^{-\alpha t}\right)+\sigma e^{-\alpha t}\int _{0}^{t}e^{\alpha u}\,dW(u)}
この確率分布は、下式のとおりである。
{\displaystyle r(t)\sim N\left(e^{-\alpha t}r(0)+{\frac {\theta }{\alpha }}\left(1-e^{-\alpha t}\right),{\frac {\sigma ^{2}}{2\alpha }}\left(1-e^{-2\alpha t}\right)\right)}

## ハル・ホワイト・モデルを使用した債券の価格評価
現在時刻 S における満期時刻 T の割引債価格は、以下の分布を有することがわかる（アフィン的期間構造であることに注意！）。
{\displaystyle P(S,T)=A(S,T)e^{-B(S,T)r(S)}}
ここで、
{\displaystyle B(S,T)={\frac {1-e^{-\alpha (T-S)}}{\alpha }}}

{\displaystyle A(S,T)={\frac {P(0,T)}{P(0,S)}}\exp(}

{\displaystyle -B(S,T){\frac {\partial \log(P(0,t))}{dt}}-{\frac {\sigma ^{2}(e^{-\alpha T}-e^{-aS})^{2}(e^{2aS}-1)}{4a^{3}}})}
である。
これにより、P(S,T) の満期分布は、対数正規分布に従う。

## デリバティブの価格評価
基準財として満期時刻を S とする債券を選択すると、ギルサノフの定理でリスク中立確率を得ることにより、時刻 S に収支 V(S) を有するデリバティブの時刻 t における価値 V(t) は、下式のとおりとなる。
{\displaystyle V(t)=P(t,S)\mathbb {E} _{S}[V(S)|{\mathcal {F}}(t)]}
ここで、{\displaystyle \mathbb {E} _{S}} は、時刻 S のフォワード・リスク中立測度に関する条件付き期待値である。
さらに、良く知られた裁定の議論により、時刻 T に V(T) の収支を有するフォワード価格 {\displaystyle F_{V}(t,T)} は、
{\displaystyle F_{V}(t,T)={\frac {V(t)}{P(t,T)}}} を満たさなければならないので、下式が成り立つ。
{\displaystyle F_{V}(t,T)=\mathbb {E} _{T}[V(T)|{\mathcal {F}}(t)]}
この様に、ハル・ホワイト・モデルを使って、単一の債券 P(S,T) のみに依存する数多くのデリバティブ V を解析的に価格評価することができる。
たとえば、債券プット・オプションの場合、
{\displaystyle V(S)=\left\{K-P(S,T)\right\}^{+}}
である。
P(S,T) は対数正規分布に従うことから、ブラック・ショールズの手法で使用する一般的な計算により、
{\displaystyle {E}_{S}[\left\{K-P(S,T)\right\}^{+}]=KN(-d_{2})-F(t,S,T)N(d_{1})}
ここで、
{\displaystyle d_{1}=\log {\frac {F}{K}}+{\frac {\sigma _{P}^{2}S}{2}}}
および
{\displaystyle d_{2}=d_{1}-\sigma _{P}{\sqrt {S}}}
である。
従って、（P(0,S) を掛け戻した後の）現在の価値は、
{\displaystyle P(0,S)KN(-d_{2})-P(0,T)N(-d_{1})}
となる。
ここで、σP は、P(S,T) に関する対数正規分布の標準偏差である。
ここで、相当に面倒な代数計算を行うと、以下のとおり元の媒介変数と関連していることがわかる。
{\displaystyle {\sqrt {S}}\sigma _{P}={\frac {\sigma }{\alpha }}\left\{1-e^{-\alpha (T-S)}\right\}{\sqrt {\frac {1-e^{-2\alpha S}}{2a}}}}
ここでの計算は、満期時刻を S とする債券の測度に基づき期待されるものであるが、
元のハル・ホワイト過程では、測度は全く特定しなかったことに注意されたい。
しかしボラティリティのみが問題なのであり、測度に依存しないので、これは問題にならない。
金利キャップ・フロアは債券プット・コールと夫々等価であるから、上記の分析により、ハル・ホワイト・モデルでキャップとフロアを解析的に価格評価できる。
ハル・ホワイト・モデルにおいて、スワップションの現在の価格は現在の短期金利に関する単調関数であることから、
ジャムシディアンの方法
をハル・ホワイト・モデルに適用することにより、キャップの価格評価を知れば、スワップションの価格評価ができる。
この様に、キャップの価格評価を知れば、スワップションの価格評価に十分である。

## 樹形および格子
キャップやスワップション等の単純な金融商品を価格評価するのは、一義的にはカリブレーションに有益である。
同モデルを使用する真の価値は、格子上のバミューダ・スワップションの様なある程度複雑なエキゾチック・オプションの価格評価にある。